# 在大阪オーストラリア総領事館
在大阪オーストラリア総領事館（英語: Consulate-General of Australia in Osaka）は、オーストラリアが日本の大阪府大阪市に設置している総領事館である。1965年10月に開設された。当総領事館は、オーストラリア貿易促進庁大阪事務所としての役割も果たしている。

## 所在地
〒540-6116　大阪府大阪市中央区城見2-1-61 ツイン21MIDタワー16階

## 総領事
| 代 | 氏名（日本語）                     | 氏名（英語）             | 着任       | 退任       | 備考                   |
| -- | ---------------------------------- | ------------------------ | ---------- | ---------- | ---------------------- |
|    | ジョン・ドラモンド・モントゴメリー | John Drummond Montgomery | 2001年9月  | 2005年1月  | [ 4 ]                  |
|    | マイケル・ジョン・クリフトン       | Michael John Clifton     | 2005年1月  | 2008年12月 | [ 5 ] [ 6 ]            |
|    | クリストファー・リース             | Christopher Rees         | 2009年1月  | 2013年2月  | 関西領事団長           |
|    | キャサリン・マリア・テイラー       | Catherine Maria Taylor   | 2013年2月  | 2016年     | 仙台領事               |
|    | デイビッド・アラン・ローソン       | David Alan Lawson        | 2016年12月 | 2020年12月 | 関西領事団長、仙台領事 |
|    | トレバー・ホロウェイ               | Trevor Holloway          | 2020年12月 | 2024年10月 | [ 14 ]                 |
|    | マーガレット・カミン・ボーエン     | Margaret Cumming Bowen   | 2024年10月 | （現職）   | [ 15 ]                 |

## 管轄地域
大阪府・和歌山県・徳島県・兵庫県・鳥取県・香川県・京都府・島根県・愛媛県・滋賀県・岡山県・高知県・奈良県・広島県・山口県・福岡県・鹿児島県・長崎県・佐賀県・熊本県・大分県・宮崎県・沖縄県